# Eric Minkin
Eric Minkin (in ebraico אריק מנקין‎?; Filadelfia, 28 novembre 1950 – Sarasota, 25 marzo 2025) è stato un cestista statunitense naturalizzato israeliano.

## Carriera
Con Israele partecipò ai Campionati europei del 1979.

## Palmarès
- Campionato israeliano: 7

Maccabi Tel Aviv: 1972-73, 1973-74, 1974-75, 1975-76, 1976-77, 1977-78, 1978-79
- Coppa di Israele: 5

Maccabi Tel Aviv: 1972-73, 1974-75, 1976-77, 1977-78, 1978-79
- Coppa dei Campioni: 1

Maccabi Tel Aviv: 1976-77